# Wolfgang Methling

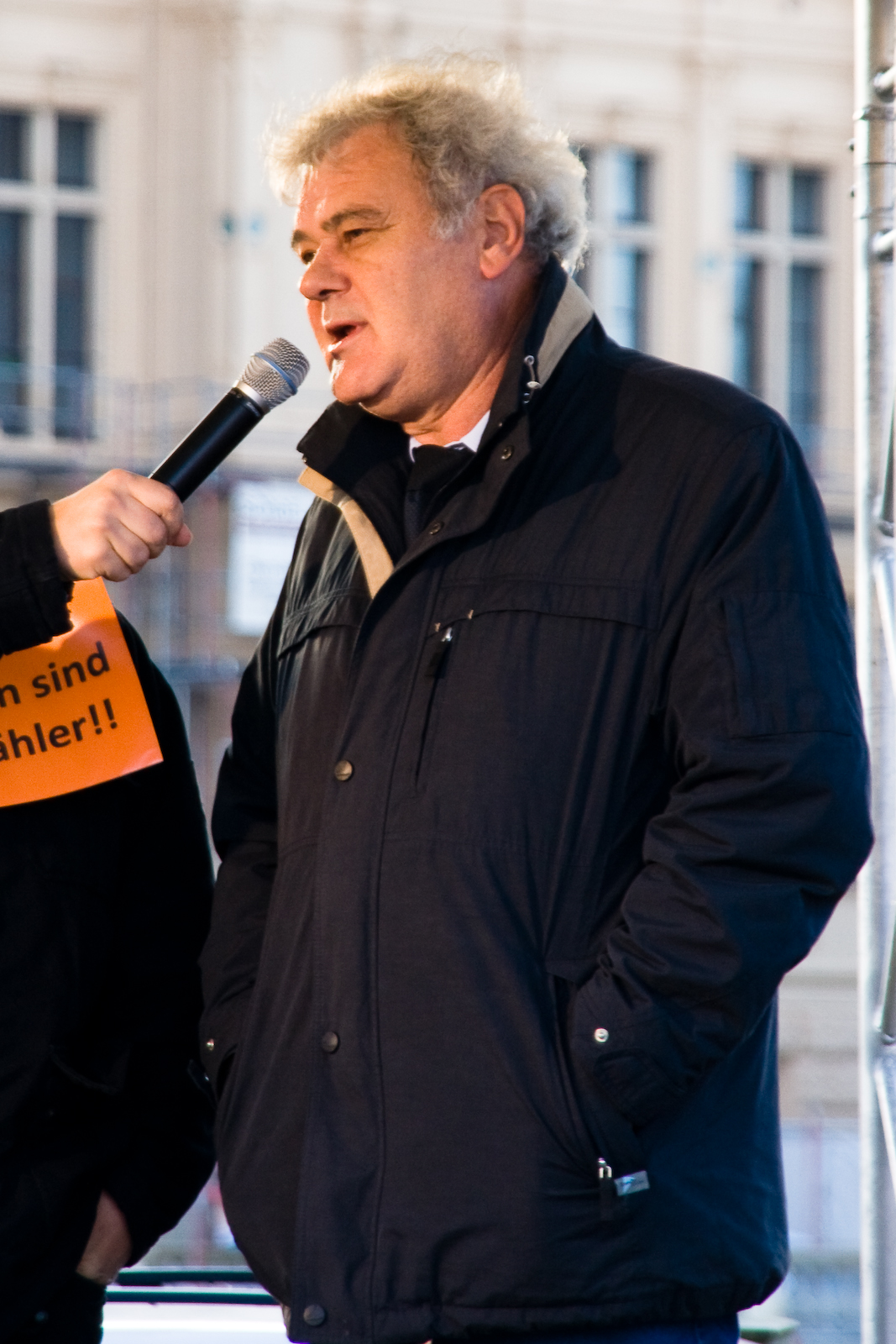
Wolfgang Methling bei einer Demonstration vor dem Schweriner Schloss, 2008

Wolfgang Methling (* 9. September 1947 in Kavelstorf) ist ein deutscher Veterinärmediziner und ehemaliger Politiker (PDS, Die Linke).
Er war von 1998 bis 2006 Umweltminister und von 2002 bis 2006 Stellvertreter des Ministerpräsidenten des Landes Mecklenburg-Vorpommern. Er war von 2006 bis April 2009 Vorsitzender der Fraktion die Linke und damit Oppositionsführer im Landtag. Von 2010 bis 2011 war er Sprecher der Fraktion für die Themen Hochschulpolitik, Forschungs- und Wissenschaftspolitik und von 2007 bis 2014 im Bundesvorstand der Partei Die Linke.

## Leben und Beruf
Wolfgang Methling ist in Kavelstorf im heutigen Landkreis Rostock geboren. Nach dem Abitur mit Facharbeiterbrief Rinderzucht 1966 absolvierte Methling ein Studium der Tiermedizin an der Universität Leipzig, welches er 1971 als Diplom-Veterinärmediziner beendete. Von 1971 bis 1985 war er als wissenschaftlicher Assistent und Oberassistent im Wissenschaftsbereich Tierhygiene und Strahlenbiologie der Sektion Tierproduktion und Veterinärmedizin der Universität Leipzig tätig. Zwischenzeitlich leistete er von 1972 bis 1974 den Wehrdienst bei der NVA ab.
1978 erfolgte seine Promotion zum Dr. med. vet. an der Universität Leipzig mit der Dissertation Ein Beitrag zur Untersuchung des Einflusses des sichtbaren Lichtes auf die Reaktionsfähigkeit des Infektionsabwehrsystems des Kalbes unter besonderer Berücksichtigung der Transformation der Lymphozyten des peripheren Blutes. 1982 bestand er die Prüfung zum Fachtierarzt für Tierhygiene. 1984 habilitierte er sich in Leipzig zum Dr. sc. (Promotion B) mit der Dissertation Das Vorkommen von ausgewählten Bakteriengruppen und -spezies in Schweinezuchtställen und ihre Nutzbarkeit als Indikatorkeime. 1985 nahm er den Ruf der Universität Rostock als Hochschuldozent für Tierhygiene an.
Von 1978 bis 1990 arbeitete Wolfgang Methling in forschungskoordinierenden Gremien der Akademie der Landwirtschaftswissenschaften der DDR mit. 1989 wurde ihm der Titel Veterinärrat (VR) verliehen. 1992 erfolgte die Berufung als Professor für Tiergesundheitslehre an der Universität Rostock, dieses Lehramt übte er aktiv bis 2007 aus. Von 1996 bis 1998 war er Sprecher des Fachbereiches Agrarökologie der Agrar- und Umweltwissenschaftlichen Fakultät an der Universität Rostock.
Seine wichtigsten Arbeitsgebiete in Lehre und Forschung waren über viele Jahre Umweltgerechte Tierhaltung, Ökologischer Landbau, Umwelthygiene, Tierhygiene, Tierseuchen- und Tiergesundheitslehre, Tierschutz, Ökotoxikologie und Biotechnologie. Die Ergebnisse seiner wissenschaftlichen Tätigkeit sind in mehr als 100 Publikationen nachzulesen. Seit 2020 ist er gewähltes Mitglied der Leibniz-Sozietät der Wissenschaften zu Berlin, seit 2023 ihr Vizepräsident.
Wolfgang Methling ist seit 1972 verheiratet und hat zwei Kinder.

## Partei
Nachdem Methling 1966 Mitglied der SED geworden war, übte er mehrere ehrenamtliche Funktionen in der Freien Deutschen Jugend (FDJ), der Gewerkschaft und der Einheitspartei aus. Seine politische Karriere, die in Grundorganisationen der SED begonnen hatte, setzte sich nach der friedlichen Revolution fort. Von 1991 bis 1995 war Methling stellvertretender Vorsitzender des PDS-Landesverbandes Mecklenburg-Vorpommern. Von Juni 2003 bis Juni 2007 war er stellvertretender Bundesvorsitzender der PDS bzw. Die Linkspartei.PDS. Er ist Sprecher der Bundesarbeitsgemeinschaft Umwelt, Energie und Verkehr. Von 2007 bis 2014 war er Mitglied des Bundesvorstands seiner Partei Die Linke.

## Abgeordneter
Von 1994 bis 1995 war Methling Vorsitzender der PDS-Fraktion in der Bürgerschaft der Stadt Rostock.
Von 2006 bis 2011 war er Mitglied des Landtages von Mecklenburg-Vorpommern und hier bis April 2009 Vorsitzender der Landtagsfraktion Die Linke.

## Öffentliche Ämter
Nach der Landtagswahl in Mecklenburg-Vorpommern 1998 kam es in Mecklenburg-Vorpommern zur ersten Bildung einer rot-roten Koalition auf Landesebene. Methling wurde daher am 3. November 1998 als Umweltminister in die von Ministerpräsident Harald Ringstorff (SPD) geführte Landesregierung von Mecklenburg-Vorpommern berufen. Nach der Landtagswahl 2002 wurde er am 6. November 2002 zusätzlich zum Stellvertreter des Ministerpräsidenten ernannt. Nachdem die SPD nach der Landtagswahl 2006 eine Große Koalition mit der CDU eingegangen war, schied Methling am 7. November 2006 aus dem Amt. Er ist Mitglied des Kreistages des Landkreises Rostock.
Seit 2012 ist er Vorsitzender des Fördervereins und Mitglied des Kuratoriums der Stiftung Akademie für nachhaltige Entwicklung Mecklenburg-Vorpommern, seit 2013 Mitglied des Wissenschaftlichen Beirates des Forums Ökologisch-Soziale Marktwirtschaft e. V., seit 2014 Mitglied im Vorstand von Eurosolar Deutschland. 2020/21 war er Mitglied des Zukunftsrates der Landesregierung Mecklenburg-Vorpommern.

## Kabinette
- Kabinett Ringstorff I – Kabinett Ringstorff II

## Ehrungen
2025 wurde Wolfgang Methling das Verdienstkreuz am Bande des Verdienstordens der Bundesrepublik Deutschland verliehen.